# SCMT

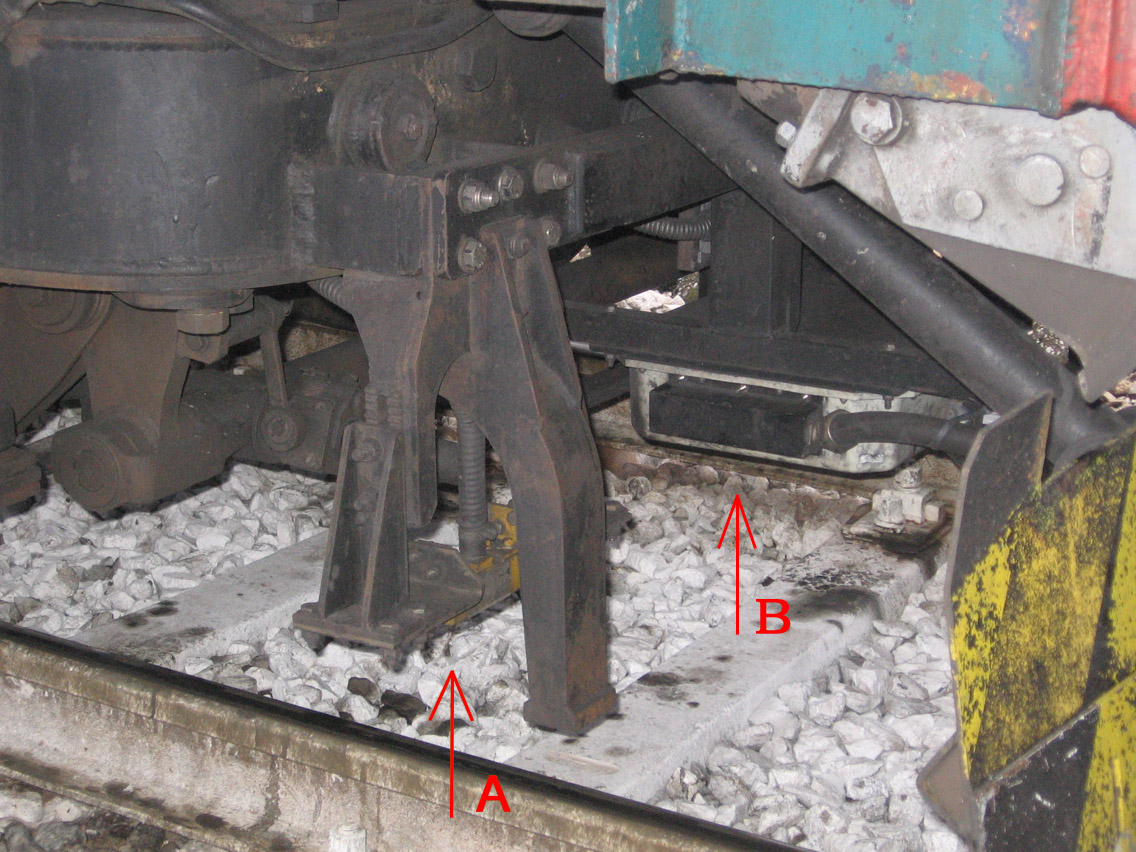
Snímače SCMT na spodku lokomotivy ř. E 656:
A - snímač kódu návěstí z kolejnic
B - balízová anténa

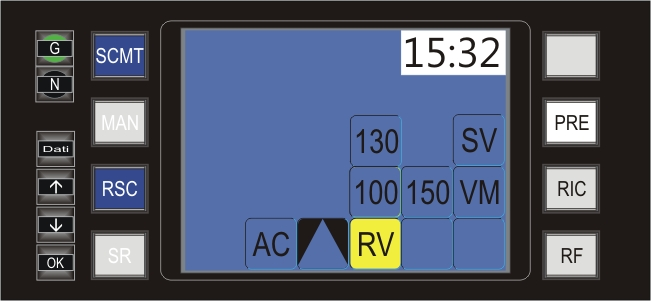
Obslužný displej SCMT

Sistema di Controllo della Marcia del Treno, krátce SCMT je vlakový zabezpečovač používaný na síti italských drah - RFI. Může pracovat pod ETCS Level 1 a používá balízy k přenosu dat mezi tratí a vlakem. Jde o další generaci italského vlakového zabezpečovače RS4 Codici, resp. jeho novější podoby BACC. Skládá se z traťové části SST (Sottosistema di Terra = podsystém země) a vlakové části SSB (Sottosistema di Bordo = podsystém paluba).

## Vlaková část
Vlaková část SCMT se skládá z těchto hlavních částí:
- Balízová telekomunikační jednotka
- Anténa k příjmu kódů RSC z kolejnicových pásů
- Odometrická jednotka k měření ujeté vzdálenosti
- Počítač schopný spolupracovat s traťovou částí obou zabezpečovacích systémů (RSC a CMT)
- Zobrazovací a komunikační jednotka (displej) v pultě strojvedoucího
- Propojovací modul s řízením vozidla pro zavedení provozního brzdění
- Modul rychločinného brzdění

Pod SCMT jsou integrovány dva různé zabezpečovací systémy - starší systém RSC, který slouží k přenosu 4, resp. ve vylepšené verzi 9 návěstních kódů a CMT (Controllo Marcia Treno - řízení jízdy vlaku), který čte informace o traťové rychlosti z balíz, kterými jsou tratě postupně vybavovány. Podle provozního módu, který musí odpovídat vybavení traťové části příslušného úseku, mohou pracovat oba systémy samostatně nebo ve vzájemné spolupráci. 
Úlohou SCMT je výpočet a sledování dodržování maximální dovolené rychlosti. Pokud je tato rychlost překročena o 3 km/h, je zavedeno provozní brzdění, při překročení o 5 km/h rychločinné brzdění. Díky přenosu informací o polohách návěstidel a jejich návěstech, resp. dovolených rychlostech, je nedodržení rychlosti ve stanoveném úseku nebo projetí návěstidla v poloze "stůj" prakticky vyloučeno. 

### RSC vozidlová část
Zařízení RSC (viz RS4 Codici a BACC) přijímá prostřednictvím cívek umístěných před prvním dvojkolím vozidla v čele vlaku kódy vysílané do kolejnicových pásů. Pokud je zařízení funkční (tlačítko RSC svítí modře), jsou na komunikačním displeji zobrazeny ikony jednotlivých kódů a ikona právě přijímaného kódu je barevně zvýrazněna. 
Systém RSC vypočítává na základě přijatého kódu a zadaných údajů o vlaku maximální povolenou rychlost v příslušném traťovém oddíle. 

### CMT vozidlová část
CMT systém kontroluje dodržení maximální rychlosti vlaku na základě přenesených údajů z balíz a zadaných údajů o vlaku. Tato maximální rychlost může být daná jako konstantní, anebo jako funkce vzdálenosti - tzv. brzdná křivka
Maximální rychlost, resp. brzdná křivka je počítána v různých úrovních:
- podle druhu vlaku
- podle třídy trati
- podle denních omezení
- podle polohy pomalých jízd
- podle omezení při nefunkční traťové části zabezpečovače
- pro jízdu odbočkou
- pro jízdu k návěstidlu v poloze stůj

### RSC traťová část
Kódy RSC jsou přenášeny modulovaným střídavým proudem prostřednictvím kolejnicových pásů. Koleje jsou rozděleny na oddíly o délce zpravidla 1350 m. Každý oddíl má vlastní vysílač. Přehled a význam kódů je uveden v článcích RS4 Codici a BACC. 

### CMT traťová část
Údaje o traťovém úseku jsou na vozidlo přenášeny z balíz umístěných v ose koleje. Balízy jsou při průjezdu vozidla vybuzeny jeho vysílačem a odešlou datový telegram s pevně zadanými údaji. Balízy jsou osazeny ve skupinách po dvou, výjimečně po čtyřech, v odstupu 3 - 7 m. Každá balíza má své jedinečné ID, takže při průjezdu přes skupinu balíz vyplyne z údajů i směr jízdy. 
Kromě údajů o rychlostech poskytují balízy údaj o poloze a typu další balízové skupiny. Pokud vozidlo nenajde na očekávaném místě další balízy, provede CMT systém naprogramované úkony, včetně nouzového brzdění. K zajištění pomalých jízd je možno použít přenosné balízy.

### Rozšíření
Nasazení SCMT na hlavních a doplňkových tratích italských železnic v délce 10.500 km mělo být dokončeno koncem roku 2007. S rozšířením na síť vedlejších tratí se zatím nepočítá, zde by měl být použit mnohem jednodušší systém SSC. 